# ドラコン日本選手権
ドラコン日本選手権（ドラコン・にっぽんせんしゅけん）は、1999年から、東名カントリークラブで行われているゴルフのドライビングコンテストである。
ゴルフ雑誌「ゴルフダイジェスト」がかつて主催した、「ゴルフダイジェストトーナメント」において、この前身となる「ドライビング日本一コンテスト」という大会が15年にわたり行われたが、1997年で同大会が廃止されたのち、1999年から同大会の会場である東名カントリークラブで、その事実上の後継大会として「ドラコン日本選手権」が設立された。この大会はアメリカ合衆国の「ロング・ドライバーズ・オブ・アメリカ」（LDA）が公認するドラコン大会で、「チャンピオンズリーグ」上位の入賞者にはLDA世界ドラコン選手権の出場資格が与えられる。

## 大会のカテゴリー
- チャンピオンズリーグ　出場有資格者限定の大会で、国内最高峰のクラスにあたる。概ね5-8月に行われる予選ラウンドの成績を参考に「ゴルフダイジェストポイント」を付与し、その成績上位者が8月に東名CCで行われる決勝大会に進出できる。
有資格者

1. 歴代のオープンディビジョンの部・ジャパンファイナル優勝者
2. 前年度ポイントランキング上位20位までの者
3. 前年度ステージファイナル進出者
4. 日本プロゴルフ協会のツアープロ資格認定者（ただし主催者が認めた者に限る）
5. 前年度と当該年度のオープンディビジョンブロック予選会の優勝者
※ただし、当該年度については一度チャンピオンズリーグに出場登録を済ませると、オープンディビジョンへの出場は認められない（翌年は改めて選択することは可能）

- オープンディビジョン　年齢不問でだれでも参加できる
- マスターズディビジョン　大会参加時点の年齢が45歳以上の選手を対象
- シニアディビジョン　同じく50歳以上の選手を対象
- レディースディビジョン　女性限定大会

※在日外人も出場できるが、日本代表として世界大会に出場するには、日本在住3年以上経過が必須である。